# (3374) Namur
Pour les articles homonymes, voir Namur (homonymie).
(3374) Namur est un astéroïde de la ceinture principale découvert le 22 mai 1980 à l'observatoire de La Silla par l'astronome belge Henri Debehogne (1928-2007). Sa désignation provisoire était 1980 KO.
Il doit son nom à la ville de Namur en Belgique